# Vítor Costa de Brito
Vítor Costa De Brito (Valente, 1º luglio 1994) è un calciatore brasiliano, difensore dei S.J. Earthquakes.

## Caratteristiche tecniche
È un terzino sinistro.

## Carriera
Cresciuto nelle giovanili del Bahia, ha esordito il 1º agosto 2015 in occasione del match di campionato vinto 3-0 contro l'ABC.

## Statistiche

### Presenze e reti nei club
Statistiche aggiornate al 22 Agosto 2018.
| Stagione        | Squadra         | Campionato      | Campionato | Campionato | Coppe nazionali | Coppe nazionali | Coppe nazionali | Coppe continentali | Coppe continentali | Coppe continentali | Altre coppe | Altre coppe | Altre coppe | Totale | Totale | Totale |
| Stagione        | Squadra         | Comp            | Pres       | Reti       | Comp            | Pres            | Reti            | Comp               | Pres               | Reti               | Comp        | Pres        | Reti        | Pres   | Reti   |        |
| --------------- | --------------- | --------------- | ---------- | ---------- | --------------- | --------------- | --------------- | ------------------ | ------------------ | ------------------ | ----------- | ----------- | ----------- | ------ | ------ | ------ |
| 2015            | Bahia           | PD/BA+B         | 0+17       | 2          | CB              | 0               | 0               | CS                 | 0                  | 0                  |             | -           | -           | 17     | 2      |        |
| 2016            | Avaí            | PD/SC+B         | 15+1       | 0          | CB              | 4               | 0               |                    | -                  | -                  | PL          | 0           | 0           | 20     | 0      |        |
| 2016-2017       | Arouca          | PL              | 8          | 0          | CP+CdL          | 0+3             | 0               | UEL                | 0                  | 0                  |             | -           | -           | 11     | 0      |        |
| 2017-2018       | Arouca          | LdH             | 38         | 0          | CP+CdL          | 1+2             | 0               |                    | -                  | -                  |             | -           | -           | 41     | 0      |        |
| Totale carriera | Totale carriera | Totale carriera | 79         | 2          |                 | 6               | 0               |                    | 0                  | 0                  |             | 0           | 0           | 85     | 2      |        |